# Manuel Atanasio Cabañas
Manuel Atanasio Cabañas y Gamarra (Pirayú, 1768 – 1828) è stato un militare paraguaiano.
Si distinse nelle file dell'esercito realista spagnolo durante i combattimenti contro gli indipendentisti del Río de la Plata. Non prese parte alla rivoluzione del maggio 1811 che portò all'indipendenza del Paraguay, rimanendo in seguito lontano dalla vita politica fino alla morte.

## Biografia

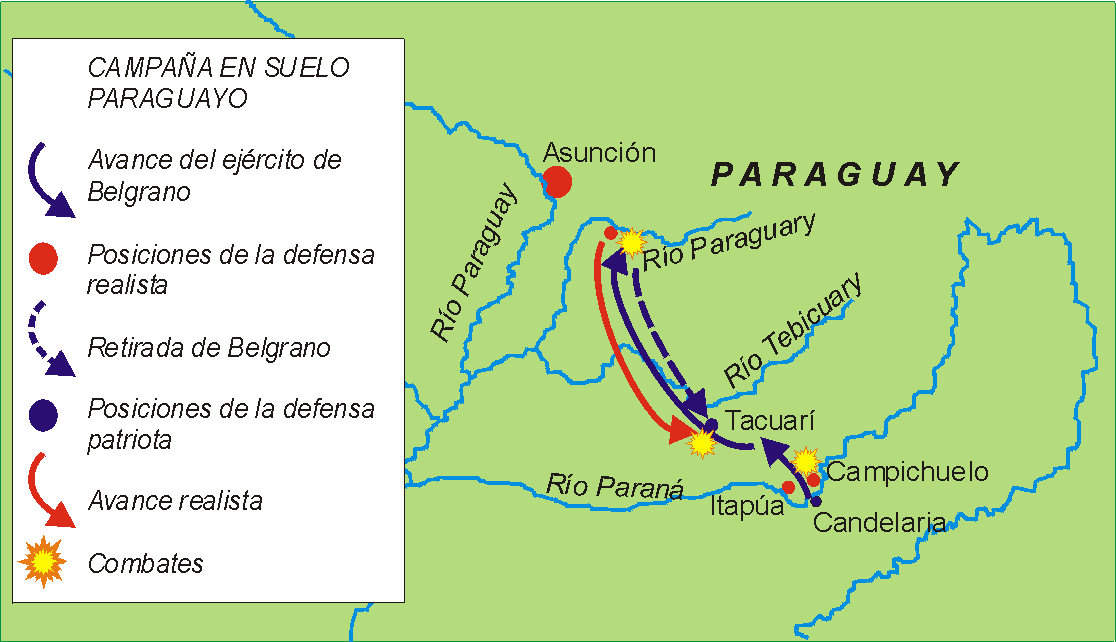
Campagna di Belgrano in suolo paraguayano (1811)

Nato nel 1768 a Pirayú, nel dipartimento di Cordillera, Manuel Atanasio Cabañas discendeva da una famiglia che, stabilitasi nel territorio paraguaiano, aveva fatto un'enorme fortuna con la produzione e la vendita del tabacco.
Dopo la Rivoluzione di Maggio, un congresso riunito ad Asunción dal governatore dell'Intendenza del Paraguay Bernardo de Velasco aveva negato autorità alla nuova giunta formatasi a Buenos Aires, portando all'invasione del territorio paraguaiano da parte di un esercito indipendentista, guidato da Manuel Belgrano. Velasco si ritirò all'interno, aspettando il nemico nei pressi di Paraguarí; Cabañas, con il grado di tenente colonnello, comandava una delle tre divisioni del governatore paraguaiano.
All'alba del 19 gennaio 1811 iniziò la battaglia di Paraguarí. Ai primi spari l'esercito paraguaiano si sbandò e il governatore Velasco fuggì in direzione di Asunción. Quando le truppe indipendentiste si appropriarono dell'accampamento nemico furono attaccate da Cabañas e Gamarra e si dovettero ritirare in disordine verso sud.
Belgrano si ritirò sulla sponda sinistra del fiume Tacuarí e fece fortificare l'unico guado; Cabañas fu incaricato da Velasco di andargli contro con 2000 uomini. Costruito in due giorni un ponte di legno a monte del fiume, il 9 marzo Cabañas, supportato da ulteriori 400 uomini sotto il comando di Gamarra, attaccò su tre lati, catturando un gran numero di soldati nemici. Trovandosi circondato, Belgrano propose la cessazione delle ostilità e si dichiarò pronto a riattraversare il Paraná; Cabañas accettò e permise la ritirata in ordine del nemico.
Sollevato dal comando dell'esercito da Velasco proprio a causa degli accordi con Belgrano, Cabañas progettò con Fulgencio Yegros il colpo di Stato che avrebbe dato l'indipendenza al Paraguay; quando però quest'ultimo fu costretto ad anticipare la sollevazione, il suo intervento divenne non necessario. Da questo momento si tenne al di fuori della vita politica.
Preso il potere assoluto in Paraguay, José Gaspar Rodríguez de Francia non intraprese alcuna azione contro di lui, nemmeno quando nel 1817 il caudillo della Banda Oriental, José Gervasio Artigas, cercò il suo appoggio contro il dittatore paraguaiano.
Manuel Atanasio Cabañas morì nel 1828. Solo dopo la sua morte Rodríguez de Francia fece confiscare tutti i suoi beni per rappresaglia.